# Potvrđivanje u dva koraka
Potvrđivanje u dva koraka (engl. Two-step verification) je multifaktorska dvostupanjska sigurnosna opcija provjere prilikom pristupanja korisničkim računima. Ova metoda se pokazala imunom na metode ponovljenog upada (t.zv. „replay“ napada), napade preko posrеdnika, kao i druge prijetnje po sigurnost računa.
Neki od dobavljača ove usluge su YubiKey, Google Authenticator, Toopher, Duo Security itd. Ova vrsta zaštite može se primijeniti na visoko posjećenim stranicama kao što su Facebook, servisi e-pošte, Googleovi računi i sl. Metoda funkcionira tako što nakon uobičajenog sustava provjere sigurnosnom zaporkom, slijedi metoda provjere sigurnosnim kôdom kojem se može pristupiti preko npr. Googleove ili Appleove platforme uz prethodno očitan crtični kod, ili putem SMS poruke.

## Vanjske poveznice
- About 2-Step Verification, informacije o dvostpanjskom potvrđivanju na Googlovom mrežnom mjestu